# Pseudopimelodus schultzi
Pseudopimelodus schultzi är en fiskart som först beskrevs av Dahl, 1955.  Pseudopimelodus schultzi ingår i släktet Pseudopimelodus och familjen Pseudopimelodidae. Inga underarter finns listade i Catalogue of Life.